# Sigma (cosmología)
Sigma en cosmología es una propiedad de las galaxias que se utiliza cuando se intenta resolver el misterio de las galaxias y sus agujeros negros supermasivos .

## Historia
A finales de la década de 1990, los expertos de NUKER habían hecho observaciones con un espectroscopio de dos galaxias, una de una galaxia activa con un núcleo galáctico activo llamado NGC10-68 y una galaxia inactiva cerca de nosotros llamada Andrómeda .
Se muestran las observaciones. La luz del centro de la galaxia de Andrómeda se distorsionó, lo que demuestra la existencia de agujeros negros supermasivos.
Otras observaciones demostraron que la mayoría de las galaxias tenían un centro similar, ya sea activo o inactivo.
Luego se dieron cuenta de que los agujeros negros debían tener algo que ver con la formación de una galaxia, por lo que recurrieron a algo que pensaron que era inútil: la velocidad de las estrellas alrededor del borde de la galaxia. Esta es sigma, la velocidad de las estrellas en el borde de la galaxia supuestamente no afectada por la masa del agujero negro en el centro.

## Uso en cosmología
El equipo de NUKER calculó el sigma de varias estrellas en diferentes galaxias y la masa del agujero negro en el centro (del núcleo). No esperaban correlación alguna. Pero al trazar sus resultados en un diagrama de dispersión y trazar una línea de mejor ajuste, terminaron con una correlación positiva. Parecía que cuanto más pesado era el agujero negro en el centro, más rápido viajaban las estrellas dentro de la galaxia.
Esta propiedad les ayudó a darse cuenta de que una galaxia con un núcleo formado por un agujero negro supermasivo debería ser la causa de este fenómeno. Vieron que cuando las nubes de gas se comprimen formando un agujero negro, este produce cantidades ingentes de energía que fuerzan al resto de la galaxia a alejarse y formar estrellas.
El Sigma se vuelve más útil cuando el agujero negro se vuelve más pesado por el aumento de masa. Las estrellas en el borde de la galaxia recién formada giran a altas velocidades. Cuanto más rápido viajan, más pesado tiene que ser el agujero negro para expulsarlas. Luego, una vez que todo se ha alejado del agujero negro, este deja de alimentarse. La correlación anterior ha sido probada por el proceso de formación y evolución de galaxias. (ver también Galaxias )

## Formulación y notación
Sigma viene dada por la letra griega sigma en minúsculas con la velocidad de la estrella en subíndice (σ ν☉ ). En física y matemáticas, sigma minúscula significa conjunto o grupo. Esto es apropiado para la propiedad sigma, ya que es una medida de un grupo de velocidades de estrellas. La correlación anterior viene dada por-
[(Q2+(J/M)2≤M2)=106M☉]≈50 km/s(σν☉)
La masa del agujero negro igual a 1.000.000 de veces la masa del Sol es aproximadamente igual a la sigma de una estrella que viaja a 50 km / s. El factor de aumento es
106n101=xKm/s+50 km/s.
- Datos: Q7512234